# George Macovescu
George Macovescu, né le 28 mai 1913 et mort le 20 mars 2002, est un homme politique roumain.

## Biographie
Il est ministre des Affaires étrangères de la Roumanie du 18 octobre 1972 au 8 mars 1978.